# Ellen Fiedler
Ellen Fiedler (dekliški priimek Neumann), nemška atletinja, * 26. november 1958, Demmin, Vzhodna Nemčija.
Nastopila je na poletnih olimpijskih igrah leta 1988, ko je osvojila bronasto medaljo v teku na 400 m z ovirami. Na svetovnih prvenstvih je v isti disciplini osvojila srebrno in bronasto medaljo, v štafeti 4x400 m pa naslov prvakinje leta 1983.